# أكرم النور
أكرم النور (بالإنجليزية: Akram Al-Noor) (و. 1987 – م) هو لاعب تايكوندو من اليمن. ولد في صنعاء .شارك في ألعاب الأولمبياد الصيفية سنة 2004، ودورة الألعاب الآسيوية 2002 .

## روابط خارجية
- أكرم النور على موقع TaekwondoData.com (الإنجليزية)
- أكرم النور على موقع اللجنة الأولمبية الدولية (الإنجليزية)
- أكرم النور على موقع أوليمبيديا (الإنجليزية)